# Сопкино
Сопкино — посёлок в Правдинском районе Калининградской области. Входит в состав Правдинского городского поселения.

## Население
| 2002 | 2010 |
| ---- | ---- |
| 114  | ↘102 |